# Agenor Barcellos Feio
Agenor Barcellos Feio (São Jerônimo, 9 de abril de 1896 - Rio de Janeiro, 15 de dezembro de 1969) foi um militar e político brasileiro. Atuou como deputado federal pelo Rio de Janeiro (1955-1959). Participou ativamente do levante militar que levou Getúlio Vargas ao poder, em 1930; na ocasião, foi comandante do 1º Batalhão de Infantaria da Reserva.
Agenor Barcellos Feio foi para o Estado do Rio de Janeiro a convite do Interventor Federal Ernâni do Amaral Peixoto, para ocupar o cargo de Secretário de Justiça e Segurança Pública. Foi nomeado a 5 de agosto de 1942.
Foi deputado estadual pelo Rio de Janeiro, em 1947, reeleito em 1950.
Foi ministro do Tribunal de Contas do estado (1954) e diretor da Caixa Econômica Federal (1959-1964).